# Nohra (Weimar)
Nohra est une ancienne commune allemande du land de Thuringe, dans l'arrondissement du Pays-de-Weimar, au centre de l'Allemagne.

## Histoire
En 1933, Nohra accueille l'un des premiers camps éphémères de concentration nazis en Allemagne, dont les détenus sont communistes : le camp de concentration de Nohra.

## Galerie

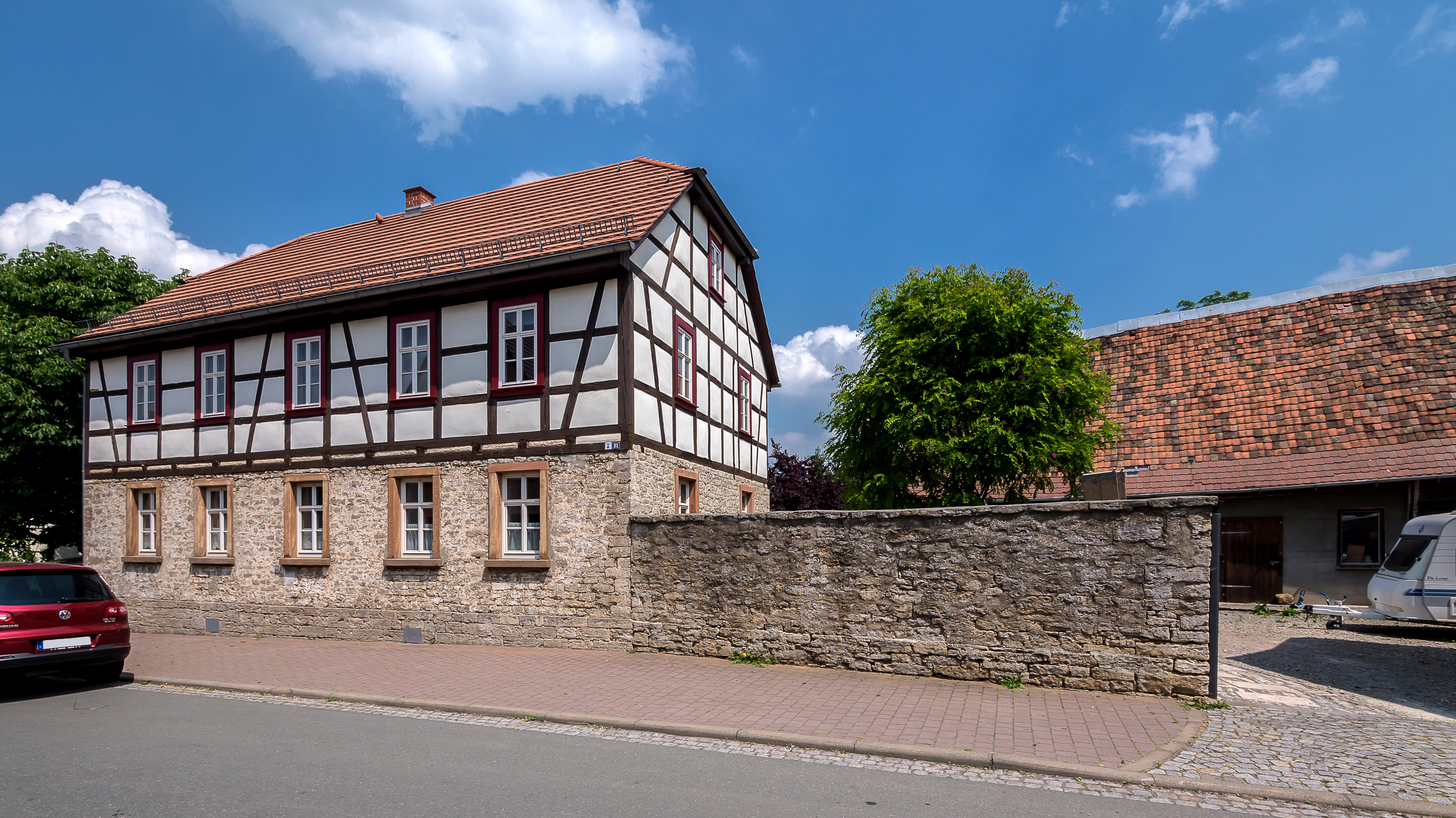
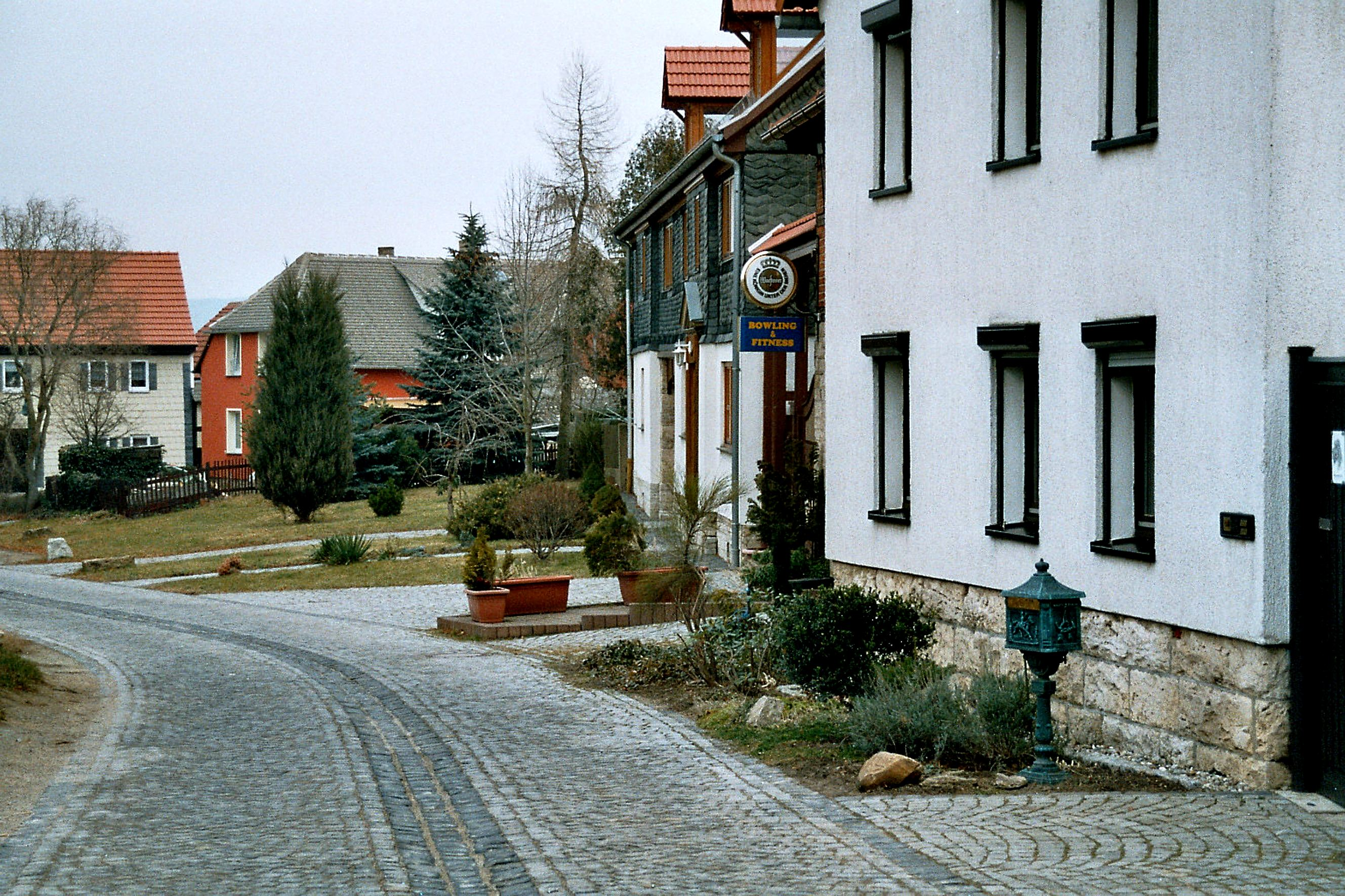